# Сьенега
Сьенега (исп. Ciénega) — небольшой город и муниципалитет в центральной части Колумбии, на территории департамента Бояка. Входит в состав провинции Маркес.

## История
Поселение, из которого позднее вырос город, было основано в 1818 году.

## Географическое положение

Муниципалитет Сьенега

Город расположен в центральной части департамента, в гористой местности Восточной Кордильеры, на расстоянии приблизительно 13 километров к юго-востоку от города Тунха, административного центра департамента. Абсолютная высота — 2463 метра над уровнем моря.
Муниципалитет Сьенега граничит на севере с территориями муниципалитетов Виракача и Сорака, на востоке и юго-востоке — с муниципалитетом Рондон, на западе и юго-западе — с муниципалитетом Рамирики. Площадь муниципалитета составляет 73 км².

## Население
По данным Национального административного департамента статистики Колумбии, совокупная численность населения города и муниципалитета в 2015 году составляла 4754 человека.
Динамика численности населения муниципалитета по годам:
| 2005 | 2006 | 2007 | 2008 | 2009 | 2010 | 2011 | 2012 | 2013 | 2014 | 2015 |
| ---- | ---- | ---- | ---- | ---- | ---- | ---- | ---- | ---- | ---- | ---- |
| 5242 | 5203 | 5162 | 5119 | 5073 | 5026 | 4976 | 4924 | 4870 | 4813 | 4754 |

Согласно данным переписи 2005 года мужчины составляли 50,2 % от населения Сьенеги, женщины — соответственно 49,8 %. В расовом отношении белые и метисы составляли 99,9 % от населения города; негры, мулаты и райсальцы — 0,1 %.
Уровень грамотности среди всего населения составлял 86,8 %.

## Экономика
Основу экономики Сьенеги составляет сельское хозяйство.

56,4 % от общего числа городских и муниципальных предприятий составляют предприятия торговой сферы, 23,5 % — предприятия сферы обслуживания, 18,4 % — промышленные предприятия, 1,7 % — предприятия иных отраслей экономики.